# Ericsson R380

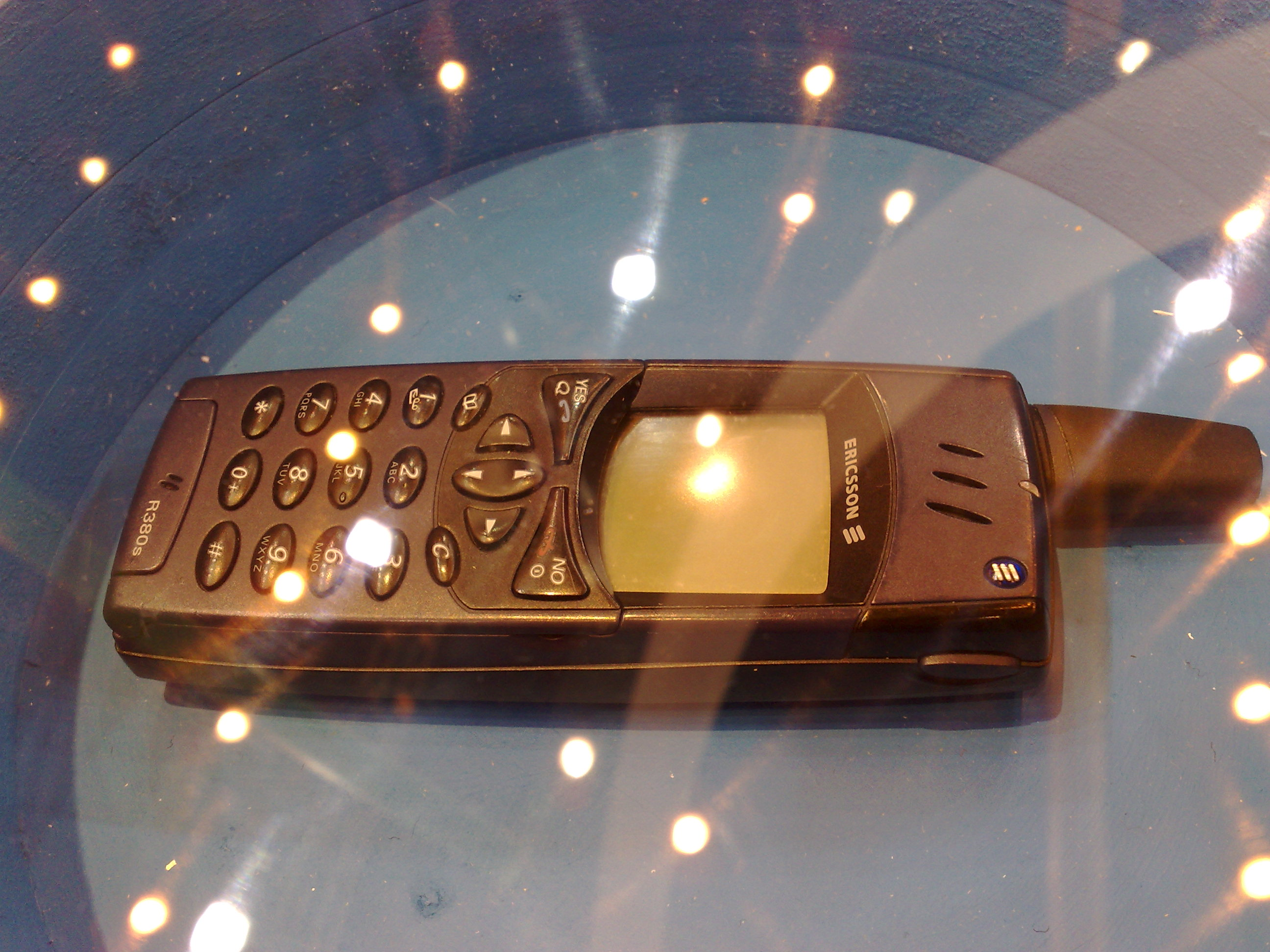
Ericsson R380.

El Ericsson R380 Smartphone fue un teléfono móvil GSM, puesto a la venta en 2000. Combinaba las funciones de un teléfono móvil y las de una PDA.
Fue el primer aparato comercializado como «smartphone». En diciembre de 1999 la revista Popular Science llamó al Ericsson R280 Smartphone uno de los avances más importantes de la ciencia y la tecnología. Fue un aparato innovador ya que era tan pequeño y ligero como un teléfono móvil normal; además, fue el primer aparato que utilizó Symbian OS.
Tenía una pantalla táctil en negro y blanco, cubierta parcialmente por una tapa. Por esa razón, puede ser considerado el predecesor de las populares series P800 y P900 de teléfonos inteligentes. A pesar de la sofisticada interfaz de usuario, los usuarios no podían instalar su propio software en el aparato.
El teléfono y el software fueron desarrollados en el laboratorio de Ericsson en Kista, Suecia.